# Џохо
Џохо (承保) је јапанска ера (ненко) која је настала после Енкју и пре Џорјаку ере. Временски је трајала од августа 1074. до новембра 1077. године и припадала је Хејан периоду. Владајући монарх био је цар Ширакава.

## Важнији догађаји Џохо ере
- 1074. (Џохо 1, први месец): Дворски дианагон, Минамото но Такакуне замолио је да га цар раздужу душности због својих година. У том тренутку имао је 71 годину и желео је да се повуче у Уџи. Жеља му је одобрена па је у својим пензионерским данима Такакуне посетио бројне пријатеље уз чију помоћ је истражио историју Јапана. Своје истраживање записао је у виду књиге.[3]
- 7. март 1074. (Џохо 1, седми дан другог месеца): Бивши кампаку Фуџивара Јоримичи умире у 83 години. У истом периоду његова сестра, удовица цара Ичиџа умире у 87 години.[3]
- 25. октобар 1074. (Џохо 1, трећи дан десетог месеца): Царица Џото-мон умире у 87 години.[4]